# James Marsters Civilized Man
Civilized Man – pierwszy solowy album studyjny Jamesa Marstersa.
Dziesięć z jedenastu utworów zostało w całości napisane przez artystę.

## Lista utworów
1. "Katie"
2. "Bad"
3. "This Town"
4. "Smile"
5. "For What I Need"
6. "Long Time"
7. "Every Man Thinks God Is On His Side"
8. "Poor Robyn"
9. "No Promises"
10. "Patricia"
11. "Civilized Man"